# Société ornithologique américaine

La Société ornithologique américaine (American Ornithological Society en anglais) est une société consacrée à l'étude des oiseaux.

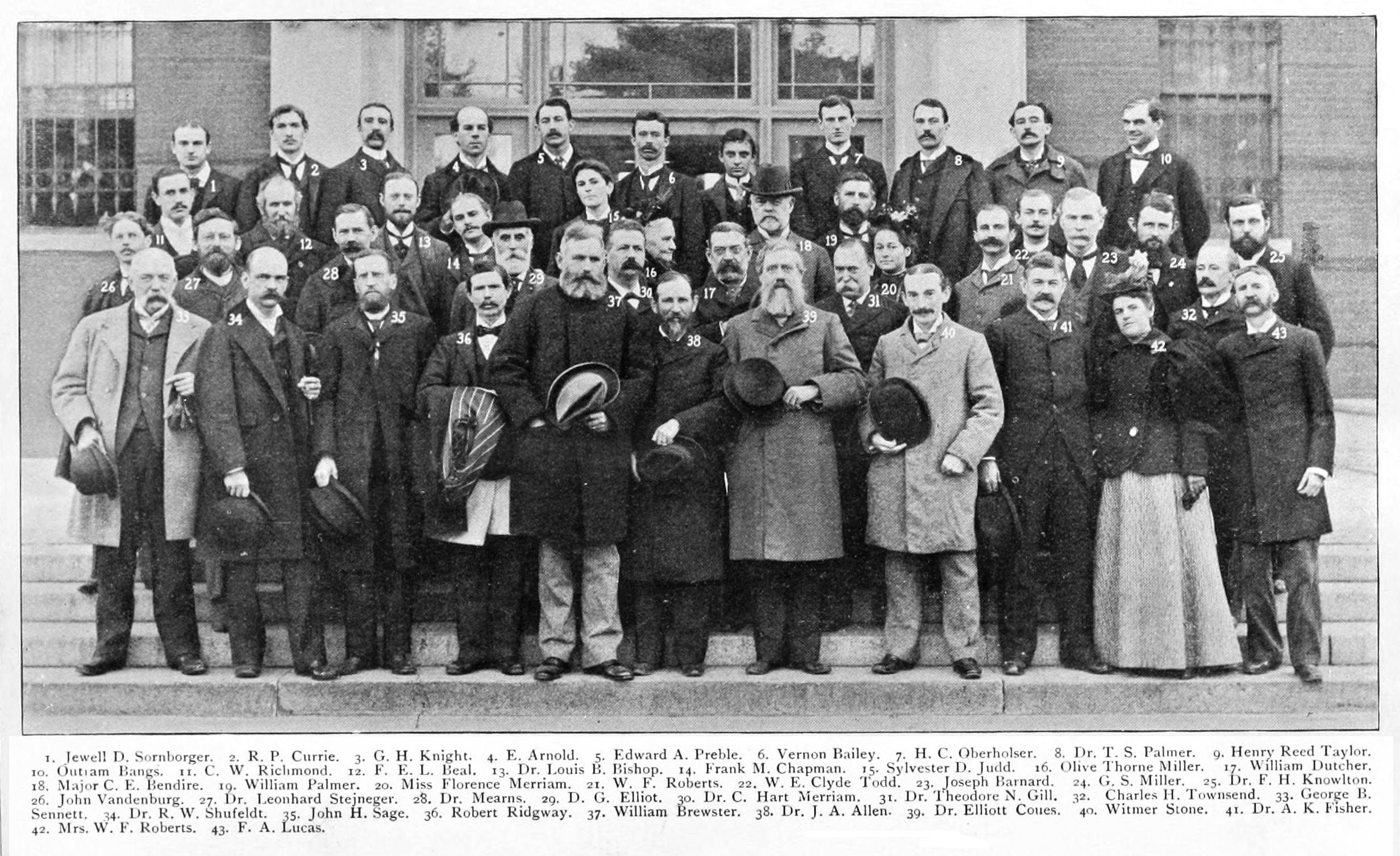
Participants au 13e congrès AOS (1895).

 Elle est fondée en septembre 1883 par Elliott Coues, Joel Asaph Allen et William Brewster.

## Publications et distinctions
Elle publie une revue trimestrielle, depuis janvier 1884, The Auk. Elle attribue la médaille Elliott-Coues.
Le South American Classification Committee (SACC) est un comité officiel de l'AOS, chargé de créer et réviser la classification des oiseaux de la zone néotropicale, et d'en établir la liste des noms normalisés anglais.

## Noms d'oiseaux
En novembre 2023, la Société ornithologique annonce qu’elle va rebaptiser une centaine d’espèces d'oiseaux, à raison de 10 par an. Elle reproche à ces noms de rendre hommages à des personnalités racistes ou misogynes, et également souhaiterait bannir les patronymes d'humain afin que les épithètes spécifiques mentionnent les particularités physiques des oiseaux,. En 2020 déjà, elle avait renommé le « plectrophane de McCown » en « plectrophane à gros bec », afin de ne plus faire référence au général confédéré John Porter McCown.